# Myrcianthes
Myrcianthes O.Berg, 1854 è un genere di piante della famiglia delle Mirtacee, diffuso nell'America tropicale.

## Descrizione
Questo genere è caratterizzato da alberi o arbusti a crescita lenta, corteccia esfoliante, legno duro e compatto e durezza bianca; foglie lisce persistenti dal colore bruno-rossastre quando tenere e verde scuro quando mature, presentano inultre ghiandole cospicue o poco appariscenti su una o entrambe le superfici delle foglie.
Le infiorescenze sono ascellari e sono solite presentare dai 3 ai 7 fiori. Il fiore è terminale e sessile e i fiori laterali sono di solito pedicellati o possono creare un'infiorescenza ridotta a un fiore solitario. Le brattee sono solite essere lineari, decidue all'antesi o prima. Fiori sono strutturalmente 4-meri, o meno comunemente 5-meri (in casi ridotti possono essere entrambi in alcune specie), sono inoltre decidue all'antesi o prima di essa, lasciando segni di cicatrici sulle piante. L'ipanto non è prolungato al di sopra della punta superiore dell'ovario con i lobi del calice della stessa dimensione, o il quinto leggermente più piccolo. Nei fiori, i petali sono convessi, con stami numerosi e ovario biloculare o triloculare.
I frutti hanno maggiormente la forma di bacche con pericarpo carnoso: hanno un color ciliegia raggiunta la maturità e sapore dolce e aspro. All'interno i semi  sono di solito 1-2, reniformi, con rivestimento sottile e cartaceo. Presentano 2 cotiledoni.

## Tassonomia
Il genere comprende le seguenti specie:
- Myrcianthes alaternifolia (Benth.) Grifo ex B.Holst & M.L.Kawas.
- Myrcianthes borealis McVaugh
- Myrcianthes bradeana Mattos & D.Legrand
- Myrcianthes callicoma McVaugh
- Myrcianthes cisplatensis (Cambess.) O.Berg
- Myrcianthes coquimbensis (Barnéoud) Landrum & Grifo
- Myrcianthes crebrifolia (Steyerm.) McVaugh
- Myrcianthes cruciata M.Ibrahim & Proença
- Myrcianthes discolor (Kunth) McVaugh
- Myrcianthes esnardiana (Urb. & Ekman) Alain
- Myrcianthes ferreyrae (McVaugh) McVaugh
- Myrcianthes fimbriata (Kunth) McVaugh
- Myrcianthes fragrans (Sw.) McVaugh
- Myrcianthes gigantea (D.Legrand) D.Legrand
- Myrcianthes hallii (O.Berg) McVaugh
- Myrcianthes indifferens (McVaugh) McVaugh
- Myrcianthes karsteniana (Klotzsch ex O.Berg) McVaugh
- Myrcianthes lanosa McVaugh
- Myrcianthes leucoxyla (Ortega) McVaugh
- Myrcianthes lindleyana (Kunth) McVaugh
- Myrcianthes mato (Griseb.) McVaugh
- Myrcianthes minimifolia (McVaugh) McVaugh
- Myrcianthes monteucalyptoides Proença & L.V.S.Jenn.
- Myrcianthes myrsinoides (Kunth) Grifo
- Myrcianthes oreophila (Diels) McVaugh
- Myrcianthes orthostemon (O.Berg) Grifo
- Myrcianthes osteomeloides (Rusby) McVaugh
- Myrcianthes pedersenii D.Legrand
- Myrcianthes prodigiosa McVaugh
- Myrcianthes pseudomato (D.Legrand) McVaugh
- Myrcianthes pungens (O.Berg) D.Legrand
- Myrcianthes quinqueloba (McVaugh) McVaugh
- Myrcianthes rhopaloides (Kunth) McVaugh
- Myrcianthes riparia Sobral, Grippa & T.B.Guim.
- Myrcianthes roncesvallensis Parra-Os. & Bohórq.-Os.
- Myrcianthes rubra B.Holst & M.L.Kawas.
- Myrcianthes sanctae-martae Parra-Os.
- Myrcianthes sessilis McVaugh
- Myrcianthes storkii (Standl.) McVaugh